# Alex Giorgi
Pour les articles homonymes, voir Giorgi.
Alex Giorgi (né le 9 décembre 1957 à Bressanone) est un ancien skieur alpin italien.

## Coupe du Monde
- Meilleur classement final: 9e en 1984.
- Meilleur résultat: 2e.